# Liste der Naturdenkmale in Reifferscheid
Die Liste der Naturdenkmale in Reifferscheid nennt die im Gemeindegebiet von Reifferscheid (Östliche Hocheifel) ausgewiesenen Naturdenkmale (Stand 14. Februar 2024).

## Ehemalige Naturdenkmäler
| Nr. | Bezeichnung    | Lage                                        | Beschreibung                             | Bild                                    |
| --- | -------------- | ------------------------------------------- | ---------------------------------------- | --------------------------------------- |
|     | Napoleonseiche | südlich des Ortes; Distrikt In der Häg Lage | Quercus sp.; Rechtsverordnung aufgehoben | Direkt Bild zu diesem Denkmal hochladen |